# 日刊スポーツ新聞東京本社
株式会社日刊スポーツ新聞東京本社（にっかんスポーツしんぶんとうきょうほんしゃ）は、北海道を除く東日本全域および沖縄県でのスポーツ新聞の『日刊スポーツ』の発行および番組表の配信業務を行う企業である。日刊スポーツホールディングスの子会社。
で、2019年10月1日に、日刊スポーツ本紙の紙面印刷を業務としていた日刊スポーツ印刷社と番組表の配信業務を行っていた日刊編集センターが合併して株式会社日刊スポーツPRESS（にっかんスポーツプレス、英: NIKKAN SPORTS PRESS Co.,LTD.）として設立された。

## 概要
2025年4月の商号変更以前は日刊スポーツ本紙の紙面印刷を中心に様々な新聞社の受託印刷を行っていた。印刷のみではなく紙面制作のサービスも提供しており、紙面管理／組版機能に加え、自動表組、売上請求機能を備えた広告割付・入稿システム、校正支援アプリを提供していた。
また、テレビ・ラジオの番組表のデータや番組解説記事等を日刊スポーツや朝日新聞など全国の新聞、雑誌、電子番組ガイドに配信している。また、NPBやMLB等の野球関連や欧州サッカーなどのスポーツデータ配信も事業として展開している。
2025年4月に日刊スポーツ新聞社が持株会社に移行することに伴い、印刷事業を朝日プリンテックに移管したうえで現商号に変更し、北海道を除く東日本全域および沖縄県での『日刊スポーツ』の発行元となった（沖縄県は業務提携先の沖縄タイムス社より発行）。

## 沿革

### 日刊スポーツ印刷社
- 1952年（昭和27年）8月7日 - 日刊スポーツ印刷社設立
- 1961年（昭和36年）3月 - 築地新社屋、完成
- 1990年（平成2年）5月 - 群馬県藤岡市の直営分散印刷工場、藤岡ステーション竣工・始動式。
- 2003年（平成15年）6月 - 王子工場稼動。

### 日刊編集センター
- 1982年（昭和57年）7月15日 - 資本金3000万円で日刊編集センター設立
- 1982年（昭和57年）8月 - 日刊スポーツグループの紙面編集・整理・校閲ほか、朝日新聞を含む案内広告の割付・校正を中心に営業を開始
- 1983年（昭和58年）7月 - テレビ・ラジオ情報を全国配信するため配信本部を組織
- 1984年（昭和59年）2月 - 西部日刊スポーツ新聞社に配信開始
- 1984年（昭和59年）4月 - 日本農業新聞社、大阪日刊スポーツ新聞社に配信開始
- 1984年（昭和59年）10月 - 共同通信社と配信契約締結
- 1985年（昭和60年）6月 - 週間テレビ番組表の制作を開始
- 1985年（昭和60年）11月 - 朝日新聞社と配信契約締結
- 1992年（平成4年）4月 - Gコード付きテレビ番組表の配信を開始
- 1994年（平成6年）4月 - 株式会社日刊セピアと合併。週間FM番組表配信開始
- 2000年（平成12年）4月 - 株式会社日刊スポーツデータ・サプライと合併。スポーツ情報配信開始
- 2012年（平成24年）4月 - 各種サービスの向上を目指す目的で組織変更を実施
- 2018年（平成30年）1月 - 日刊スポーツ出版社を吸収合併

### 日刊スポーツPRESS
- 2019年（令和元年）10月 - 日刊スポーツ印刷社と日刊編集センターが合併。社名を日刊スポーツPRESSに変更。
- 2024年（令和6年）8月19日 - 翌年春に新聞印刷事業を終了し、朝日新聞社の関連会社に事業移管することが報じられた[2]。

### 日刊スポーツ新聞東京本社
- 2025年（令和7年）4月1日 - 日刊スポーツ新聞社を親会社とする持株会社化に伴い、日刊スポーツ新聞東京本社に社名変更[3][4][5]。印刷事業を移管し、日刊スポーツの発行元となる[5]。

## 印刷所
- 東京都中央区（朝日プリンテック築地工場・朝日プリンテック日刊築地センター）
- 東京都北区（朝日プリンテック王子工場）
- 東京都日野市（トッパンメディアプリンテック東京日野工場）
- 神奈川県川崎市中原区（朝日プリンテック川崎工場）
- 神奈川県座間市（トッパンメディアプリンテック東京座間工場）
- 千葉県船橋市（朝日プリンテック船橋工場）
- 茨城県かすみがうら市（日経首都圏印刷茨城工場）
- 宮城県仙台市泉区（河北新報社印刷センター）
- 青森県青森市（東奥日報印刷センター）
- 新潟県新潟市西区（新潟日報社印刷センター）
- 沖縄県浦添市（タイムス印刷）[注釈 1]

## 番組表
首都圏6版
- フルサイズ：NHKテレビ、NHK Eテレ、日本テレビ、テレビ朝日、TBSテレビ、テレ東、フジテレビ
- ハーフサイズ以下：NHK BS、BS日テレ、BS朝日、BS-TBS、BSテレ東、BSフジ、WOWOWプライム・ライブ・シネマ
- 別面：TOKYO MX1、tvk、テレ玉、チバテレ、群馬テレビ、とちぎテレビ、NHK第1、TBSラジオ、文化放送、ニッポン放送、ラジオ日本、ラジオNIKKEI

宮城(仙台B)版
- フルサイズ(上段)：NHKテレビ、tbcテレビ、ミヤギテレビ、東日本放送、仙台放送、テレビ岩手、岩手朝日テレビ、IBCテレビ、岩手めんこいテレビ
- フルサイズ(下段)：NHK Eテレ
- ハーフサイズ以下：NHK BS、BS日テレ、BS朝日、BS-TBS、BSテレ東、BSフジ、WOWOWプライム・ライブ・シネマ

信越版
- フルサイズ：NHKテレビ、テレビ新潟、UX新潟テレビ21、新潟放送、NST、テレビ信州、長野朝日放送、信越放送テレビ、長野放送テレビ
- ハーフサイズ以下：NHK Eテレ、日本テレビ、テレビ朝日、TBSテレビ、テレ東、フジテレビ、NHK BS、BS日テレ、BS朝日、BS-TBS、BSテレ東、BSフジ、WOWOWプライム・ライブ・シネマ

山梨版
- フルサイズ：NHKテレビ、NHK Eテレ、YBSテレビ、テレビ山梨
- フルサイズ（NHK、在山梨局より小さめ）：Daiichi-TV、静岡朝日テレビ、SBSテレビ、テレしず
- ハーフサイズ以下：日本テレビ、テレビ朝日、TBSテレビ、テレ東、フジテレビ、NHK BS、BS日テレ、BS朝日、BS-TBS、BSテレ東、BSフジ、WOWOWプライム・ライブ・シネマ

静岡版
- フルサイズ：NHKテレビ、NHK Eテレ、Daiichi-TV、静岡朝日テレビ、SBSテレビ、テレしず
- ハーフサイズ以下：tvk、日本テレビ、テレビ朝日、TBSテレビ、テレ東、フジテレビ、NHK BS、BS日テレ、BS朝日、BS-TBS、BSテレ東、BSフジ、WOWOWプライム・ライブ・シネマ

※沖縄版は紙面構成の都合で番組表そのものが収録されていない。

## 番組表が配信されている新聞・雑誌
全国紙
- 朝日新聞

ブロック紙
- 河北新報

スポーツ紙・夕刊紙
- 日刊スポーツ
- デイリースポーツ
- 日刊ゲンダイ

地方紙（ブロック紙除く）
- 室蘭民報
- 東奥日報
- デーリー東北
- 岩手日報
- 秋田魁新報
- 茨城新聞
- 下野新聞
- 上毛新聞
- 埼玉新聞
- 千葉日報
- 新潟日報
- 信濃毎日新聞
- 北日本新聞
- 北國新聞
  - 富山新聞

- 福井新聞
- 岐阜新聞
- 静岡新聞
- 伊豆新聞
- 伊勢新聞
- 神戸新聞
- 日本海新聞
  - 大阪日日新聞

- 山陰中央新報
- 津山朝日新聞
- 山口新聞
- 徳島新聞
- 四国新聞
- 愛媛新聞
- 佐賀新聞
- 長崎新聞
- 熊本日日新聞
- 大分合同新聞
- 宮崎日日新聞
- 南日本新聞
- 南海日日新聞
- 琉球新報
- 沖縄タイムス
- 宮古毎日新聞
- 八重山毎日新聞ほか。

専門紙
- 日本農業新聞

雑誌
- TVnavi（産経新聞出版発行・扶桑社販売の月刊テレビ情報誌。番組表が配信されている）
- TVステーション（ダイヤモンド社発行の隔週刊テレビ情報誌。番組表と一部の番組解説記事が配信されている）ほか